# Famille Le Sens
La famille Le Sens est une famille de la noblesse française, originaire de Caen (Calvados).

Elle fut anoblie en 1445 par le roi d'Angleterre, et confirmée noble en 1470 aux francs-fiefs.
Les diverses branches de cette famille furent maintenues nobles en 1666, par Guy Chamillart dans la généralité de Caen, par Bernard de Marle dans la généralité d'Alençon et par Jacques Barrin de La Galissonnière dans la généralité de Rouen.

## Origine
La famille Le Sens remonte sa filiation jusqu'à Ysart Le Sens (vers 1402-1475), cité dans deux actes de 1437 et 1439, lieutenant du vicomte de Caen Thomas de Lorailles, marié vers 1430 avec Perrette Aubrée, puis vers 1445 avec Juliotte La Chouque.

Ysart Le Sens était officier royal pendant l'occupation anglaise (1417-1450). Anobli par le roi d'Angleterre par lettres patentes du 6 juin 1445, il fut confirmé noble en 1470 aux francs-fiefs.
Ysart Le Sens est l'ancêtre de toutes les branches Le Sens. Il eut notamment pour fils :
- Guillaume Le Sens, sgr de Cresserons, marié en 1464 avec Magdeleine Auber[7], dont :
  - Jean Le Sens, sgr de Lion-sur-Mer, marié en 1495 avec Mariette de Vieuxpont[7], auteurs de la branche de Lion
- Isaac Ier Le Sens, sgr de Morsan, Folleville, Launay, cité en 1483, marié avec Jeanne de Pierrepont, dont : 
  - Jean Le Sens, sgr de Morsan, marié en 1513 avec Jacqueline de Fresnoy[7], auteurs de la branche de Morsan
  - Isaac II Le Sens, sgr de Folleville, Launay, marié en 1524 avec Jeanne d'Aché, auteurs de la branche de Folleville

## Branches
La famille Le Sens est notamment présentée par les ouvrages de Waroquier, de Jougla de Morenas, et de Frondeville.

### Branche de Lion
Robert Pierre Le Sens de Lion, maître de camp de cavalerie, chevalier de l'Ordre royal et militaire de Saint-Louis, marié avec Marie Jeanne de Vassy, eut pour fils :
- Henri Claude Robert Le Sens de Lion, capitaine de gendarmerie, marié en 1752 avec Armande Eléonore Le Sens de Folleville, dernière de sa branche, dont :
  - Robert Armand Le Sens de Lion, président à mortier au Parlement de Normandie en 1777, baron de l'Empire en 1811, premier président de la Cour Royale d'Amiens en 1814, marié en 1781 avec Adélaïde Louise Bigot, dont [9]:
    - Hippolyte Le Sens de Lion, marié avec Marie Anne Désirée Cerisier, dont :
      - Joseph Hippolyte Le Sens de Lion, marié en 1865 avec Maria de la Concepción Mesia del Barco.

La branche de Lion se serait éteinte avec les derniers cités.

### Branche de Morsan

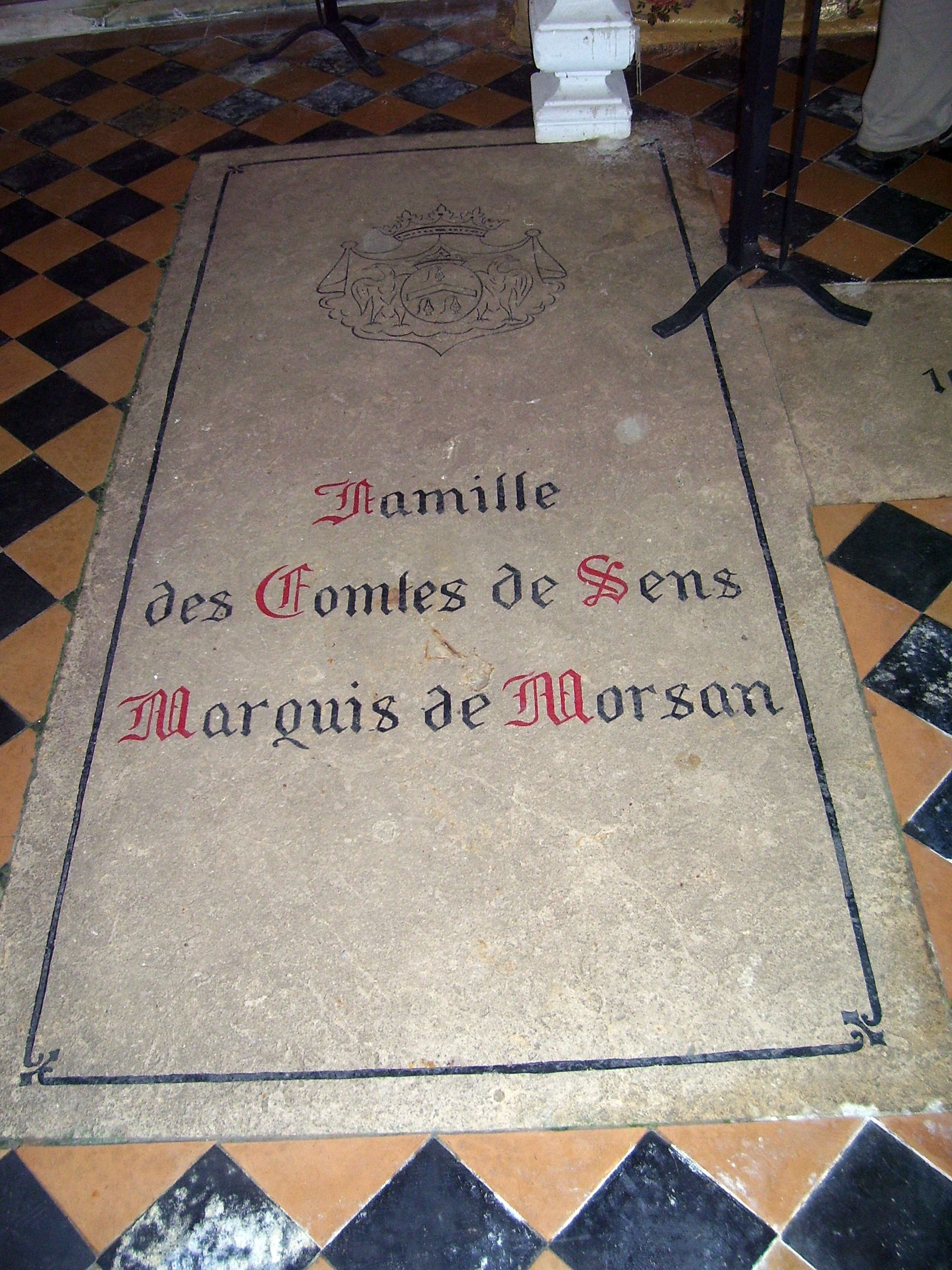
Plaque funéraire à Morsan.

Philémon Le Sens, sgr de Morsan, capitaine de chevau-légers, gouverneur du château et de la ville de Bernay en 1611, marié en 1588 avec Louise de Nollent, eut pour fils :
- François Le Sens, sgr de Morsan, gouverneur de Fontainebleau en 1628, aide de camp du Roi en 1654, marié en 1628 avec Jeanne de Fresnoy, dont :
  - Jean François Le Sens, sgr de Morsan, marié en 1661 avec Angélique Louise Lybault, dont :
    - Jean Louis Marie Le Sens de Morsan, marié en 1721 avec Marie Madeleine Georges de Mithois, dont [7]:
      - Abdon Thomas François Le Sens de Morsan, maréchal de camp, brigadier des armées du Roi en 1765, marié en 1765 avec Antoinette Eléonore Amyot, qui poursuivirent.

La branche de Morsan se serait éteinte en 1929.

### Branche de Folleville
Isaac II Le Sens, sgr de Folleville et de Launay, marié en 1524 avec Jeanne d'Aché, eut pour fils :
- Jean Ier Le Sens, sgr de Folleville et de Launay, marié en 1559 avec Catherine Daniel, dame du Bois, dont :
  - Isaac III Le Sens, sgr de Folleville, député de la noblesse aux États Généraux de 1614, marié en 1605 avec Anne de Maimbeville, dont :
    - Guillaume Le Sens, comte de Folleville par lettres patentes de 1686, lieutenant-général des armées du roi, conseiller d'état, marié en 1646 avec Marie de Malherbe, dont : 
      - Jean II Le Sens, comte de Folleville, sgr de Launay, conseiller au Parlement de Normandie en 1688, marié en 1700 avec Renée Catherine Boulais de Catteville, dont [9]:
        - Jean-Baptiste Le Sens de Folleville, procureur général au Parlement de Normandie, marié en 1725 avec Marie Armande Lambert d'Herbigny, dont deux filles mariées et un fils décédé en 1751 sans postérité.

La branche de Folleville s'est éteinte en ligne masculine avant 1789.

### Autres branches éteintes
- Le Sens du Mesnil de Brocottes
- Le Sens de Villodon
- Le Sens de Neufmesnil
- Le Sens de Bellanville (Cosqueville)

## Illustrations familiales
- Guillaume Le Sens, comte de Folleville, officier au régiment du Perche en 1633, gouverneur de Saverne en 1634, lieutenant du roi à Vitry-Le-François en 1642. Nommé colonel, il lève un régiment à son nom en 1643. Il parvient au grade de maréchal de camp en 1648. Gouverneur de Pont-Audemer en 1649, il termine sa carrière avec le grade de lieutenant-général des armées du roi en 1653.

## Armoiries
De gueules au chevron d'or, accompagné de trois encensoirs d'argent